# Kammasandra, Bangalore North
Kammasandra là một làng thuộc tehsil Bangalore North, huyện Bangalore Urban, bang Karnataka, Ấn Độ.